# ماريا (مغنية يابانية)
ماريا (باليابانية: マリア) هي مغنية يابانية، ولدت في 29 يناير 1987 في طوكيو في اليابان.

## وصلات خارجية
- الموقع الرسمي
- ماريا على موقع ميوزك برينز (الإنجليزية)
- ماريا على موقع ميوزك برينز (الإنجليزية)